# Gouden Bergen (televisieprogramma, 1986)
Gouden Bergen is een Nederlands televisieprogramma van de VPRO. Het werd tussen 1986 en 1988 uitgezonden. 
In het programma gingen presentatoren Lex Runderkamp en Feike Salverda op zoek naar de waarheid achter geld en werden onderwerpen zoals fraude, werkloosheid en de illegale handel behandeld.